# Dżabala
Dżabala (arab. جبالة; fr. Djebala)  – jedna z 53 gmin w prowincji Tilimsan, w Algierii, znajdująca się w północno-zachodniej części prowincji, około 45 km na zachód od Tilimsan. W 2008 roku gminę zamieszkiwało 8369 osób. Numer statystyczny gminy w Office National des Statistiques d'Algérie to 1309.